# Гаплотип
Гаплотип (сокр. от «гаплоидный генотип») — совокупность аллелей на локусах одной хромосомы, обычно наследуемых вместе от одного родителя. Если же при кроссинговере комбинация аллелей меняется (что происходит очень редко), говорят о возникновении нового гаплотипа. Гаплотип может быть как у одного локуса, так и у целого генома. Генотип определенных генов диплоидной особи состоит из двух гаплотипов, расположенных на двух хромосомах, полученных от матери и отца соответственно.
В генетической генеалогии гаплотипом также называют результат исследования STR-маркеров на нескольких локусах Y-хромосомы, при этом количество повторов называется аллелем.

## Генотип и гаплотип
Не всегда возможно определить гаплотип особи по её генотипу. Рассмотрим, например, диплоидный организм и два локуса (на одной хромосоме) каждый из которых имеет два возможных аллеля. Первый локус имеет аллели A и T, что даёт 3 возможных генотипа AA, TT и AT. Второй локус имеет аллели C и G (генотипы CC,GG,CG). Таким образом для отдельно взятой особи существует 9 возможных гаплотипов по этой паре локусов.
|    | AA    | AT              | TT    |
| -- | ----- | --------------- | ----- |
| GG | AG AG | AG TG           | TG TG |
| GC | AG AC | AG TC или AC TG | TG TC |
| CC | AC AC | AC TC           | TC TC |

Как видно из таблицы, для организма, гомозиготного только по одному локусу, существует единственная комбинация гаплотипов (например, для генотипа AA GC соответствующими гаплотипами являются AG и AC). Если же особь гетерозиготна по обоим локусам, то возможны две комбинации гаплотипов. Точное определение гаплотипа обеспечивается только секвенированием. Однако существуют алгоритмы, позволяющие оценить вероятность определённого гаплотипа в случае подобной неопределённости.